# بخعة
بخعة أو الصرخة هي قرية تقع في سلسلة جبال القلمون على بعد 70 كلم عن مدينة دمشق في سوريا وحوالي 5 كلم عن بلدة معلولا التاريخية الشهيرة، عدد سكانها حوالي 7 آلاف نسمة معظم أهلها يتكلمون اللغة السريانية (الآرامية/ السورية القديمة)، ترتفع عن سطح البحر 1500م وتتمتع بجو جميل باردة شتاءً وتتساقط الثلوج لتغطي القرية والجبال المحيطة بها، وفي الصيف جوها بارد ليلا. تتبع بخعة لمنطقة يبرود واسمها المعروف (الصرخة) وتتربع على سسلسلة جبال القلمون.

## لمحة عن تاريخها
الصرخة أو بخعة هي إحدى القرى القلمونية الثلاث التي ما زال سكانها يتكلمون اللغة السريانية (الآرامية الغربية) لغة السيد المسيح في هذه المنطقة من سوريا. وتدل الآثار والكهوف المنتشرة في القرية ومحيطها أن الإنسان ومنذ عصور سحيقة سكن هذه المنطقة التي تعود إلى العصر الحجري، بالإضافة إلى الآثار الآرامية والبيزنطية والرومانية. وقد هجرت القرية لفترة طويلة وأعيد إعمارها في القرن الثامن عشر عندما وفد إليها سكان من معلولا ومن القرى المجاورة مثل البيضاء ودنحة وعين حسين وجبارة وغيرها من القرى التي كانت منتشرة بين الشعاب والهضاب المشرفة على وادي المجر.

## معالم بخعة وآثارها
المعالم الموجودة في موقع بخعة تدل على قدمها وعراقة تاريخها، وأقدم هذه المعالم يرجع إلى العصر الحجري وهذا ما نشاهده في موقع وادي العين على مسافة 2 كم شرقي القرية حيث يوجد عدد من الكهوف والمغاور المحفورة في الصخر كانت سكن للإنسان القديم في العصور الغابرة، وفي وسط القرية توجد بئر قديمة تدعى بئر الحصن تصب فيه قناة أثرية قديمة قادمة من الجنوب وبئر قديمة أخرى تدعى بئر الطولي شرقي البلدة فيها آثار وأجران أثرية ونواويس وكان في البلدة عدد من معاصر العنب الأثرية.
وسط البلدة هناك كنيسة أثرية كنيسة قديمة تعرف ب كنيسة القديس أندراوس لها أوقاف كان يستغلها بعض السكان من الروم الأرثودوكس قبل أن يرحلوا إلى معلولا وهناك عودة هذه الأيام من أجل ترميم وإحياء تلك الكنيسة التاريخية.
بالإضافة لوجود عدد من القنوات المائية الأثرية محفورة ومعقودة بالحجر أهمها تلك التي كان أهالي كل من الصرخة والجبة يقتسمون ماءَها مناصفة أربعة أيام لكل قرية وتقع غرب القرية في وادي المجر. وهناك عدد من ينابيع الماء منتشرة في الوادي المذكور الذي يعد بحق شريان الحياة للقلمون الأعلى وهناك آثار منتشرة في القرية ومحيطها.
هذا ومن المعالم الحديثة في القرية منزل محمد مسعود حمامة والذي كان مختار هذه القرية سابقا الذي يعود إلى الجزء الأول من القرن العشرين ولا يزال هذا المنزل على حاله منذ تركه قبل حوالي 75 سنة وغير مأهول، ويمكن ملاحظة الطراز المعماري المميز لهذا المنزل وهو موجود بما يسمى الحارة الفوقية. وقد انتقل محمد مسعود حمامة إلى مدينة دمشق واستقر هناك.

## السكان
كان عدد سكان بخعة عام 1997 يقدر بـ 4.444 نسمة، أما اليوم فيقدّر بأكثر من سبعة آلاف نسمة، ونشاط السكان في مجال الزراعة البعلية والمروية في وادي المجر وتزرع الأشجار المثمرة مثل التفاح والكرز والمشمش والعنب وكذلك زراعة الخضروات والحبوب وكذلك أشجار السماق، وتنتشر الزراعة على مساحة تبلغ 2566 هكتار، وتربى أعداد قليلة من الماشية والدواجن، ويعمل بعض السكان في المهن الحرة المختلفة وعدد منهم في دمشق العاصمة، وشارك أبناؤها في ثورة القلمون عام 1925 ضد المستعمر الفرنسي واستشهد منهم الشهيد علي حاجي والشهيدة زريفة موسى، وفي حرب 1967 قدمت دفاعا عن الوطن الشهيد عوض عبد الحق، حاليا القرية في تطور مستمر في المجالات المختلفة.